# Nikolaj Čub
Nikolaj Aleksandrovič Čub (in russo: Николай Александрович Чуб; Novočerkassk, 10 giugno 1984) è un cosmonauta russo.
Tra il 15 settembre 2023 e il 23 settembre 2024 ha preso parte alla missione spaziale di un anno Sojuz MS-24/Sojuz MS-25 (Expedition 69/70/71) a bordo della Stazione spaziale internazionale.

## Biografia

### Formazione
Nel 2006 si laureò in Ingegneria gestionale e informatica dei sistemi presso la South Russian State Polytechnic University. A seguito della laurea proseguì gli studi nella stessa università in Economia e gestione dell'economia nazionale. Prima di essere selezionato come cosmonauta ricoprì il ruolo di CEO della società Space Tu. 

### Carriera di cosmonauta
L'8 ottobre 2012 venne selezionato come candidato cosmonauta del gruppo Roscosmos 16, iniziando l'addestramento generale dello spazio il 30 ottobre dello stesso anno. Due anni dopo, il 5 giugno 2014, superò l'esame finale, venendo qualificato come cosmonauta collaudatore di Roscosmos. Nel luglio 2014 iniziò l'addestramento avanzato di gruppo, durante il quale svolse lezioni e simulazioni avanzate del veicolo Sojuz e del Segmento russo della Stazione spaziale internazionale, addestramenti di sopravvivenza nel deserto, in montagna, in acqua e in inverno e addestramenti di paracadutismo. Nel febbraio 2018 venne assegnato all'equipaggio di riserva della Sojuz MS-12 con Andrej Borisenko e Christina Koch. In vista di questa missione, partecipò all'addestramento di sopravvivenza invernale di tre giorni nei boschi innevati intorno alla città di Mosca; successivamente la sua assegnazione non venne confermata. Nel 2019 Čub partecipò alla missione analoga ESA CAVES svoltosi in Italia e in Slovenia. Il 18 novembre 2019 venne assegnato, insieme a Anatolij Ivanišin e Ivan Vagner, all'equipaggio principale della Sojuz MS-17 (Expedition 64) ma dopo l'acquisto di due seggiolini da parte della NASA, venne sostituito dall'astronauta statunitense Christopher Cassidy. Nel maggio 2021 venne assegnato l'equipaggio di riserva della Sojuz MS-22 e all'equipaggio principale della Sojuz MS-23. Nel gennaio 2022, a Čub venne negato senza giustificazioni un visto d'ingresso per gli Stati Uniti per visitare il Johnson Space Center e svolgere un addestramento di cinque settimane sul Segmento orbitale americano. Roscosmos riferì che la decisione degli Stati Uniti minacciava la sicurezza del cosmonauta durante la missione sulla ISS e che avrebbe potuto spostare Čub nell'equipaggio di missione spaziale futura a causa di queste complicazioni. Dopo la divulgazione di queste informazioni ai media, pochi giorni dopo a Čub venne rilasciato il visto per un viaggio negli Stati Uniti.

#### Sojuz MS-24 (Expedition 70/71)
Nel maggio 2021 venne assegnato l'equipaggio di riserva della Sojuz MS-22 e all'equipaggio principale della Sojuz MS-23. Il lancio della Sojuz MS-23 era previsto per la marzo 2023 ma, nel gennaio 2023, a causa dell'incidente accorso alla Sojuz MS-22, Čub venne spostato dall'equipaggio della Sojuz MS-23 a quello della Sojuz MS-24, la cui partenza è avvenuta il 15 settembre 2023. Per permettere di effettuare la missione di breve durata della cosmonauta bielorussa Marina Vasilevskaja (Sojuz MS-25), nel maggio 2023 Roscosmos annunciò che Čub, insieme al comandante della Sojuz MS-24 Oleg Kononenko, avrebbe trascorso un anno nello spazio durante le Expedition 70/71.

## Vita privata
Prima della carriera di cosmonauta aveva già effettuato più di 150 salti con il paracadute, inclusi alcuni voli con una tuta alare. Il detentore del record di Russia e Europa 2011 nella classe di grandi formazioni di tuta alare. Le altre sue passioni riguardano il motociclismo e i viaggi.